# Maison Louis-XV
La maison Louis-XV est une maison située à Fontenay-le-Comte, en France.

## Localisation
La maison est située à Fontenay-le-Comte, dans le département français de la Vendée.

## Description
La façade de l'édifice et celle du corps d'escalier sont faites en pierre de taille. Le reste de l'édifice est en moellon. Les logis sont couverts d'un toit à longs pans et le corps d'escalier.  

Mascarons de la façade
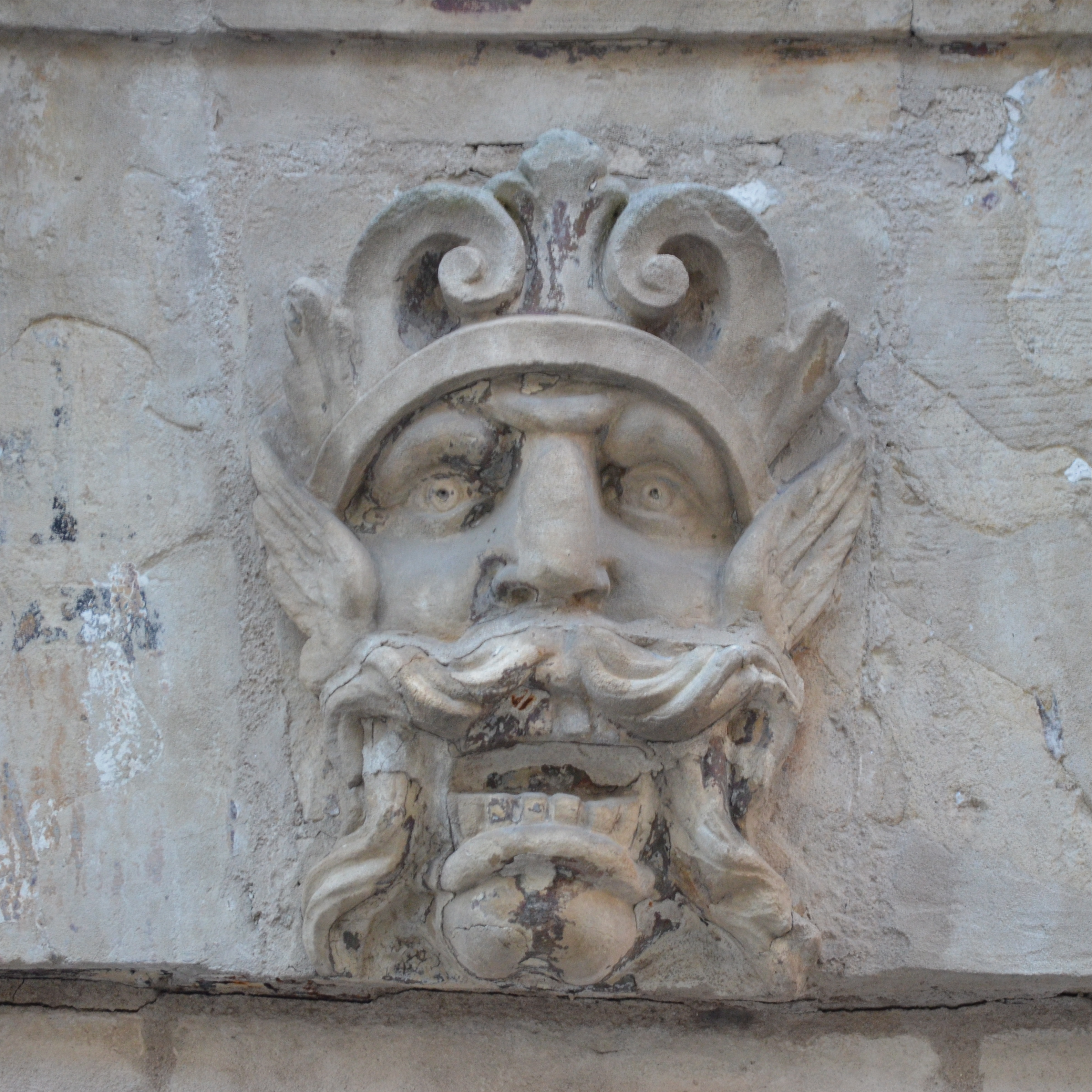
Mascaron surmontant la boutique.
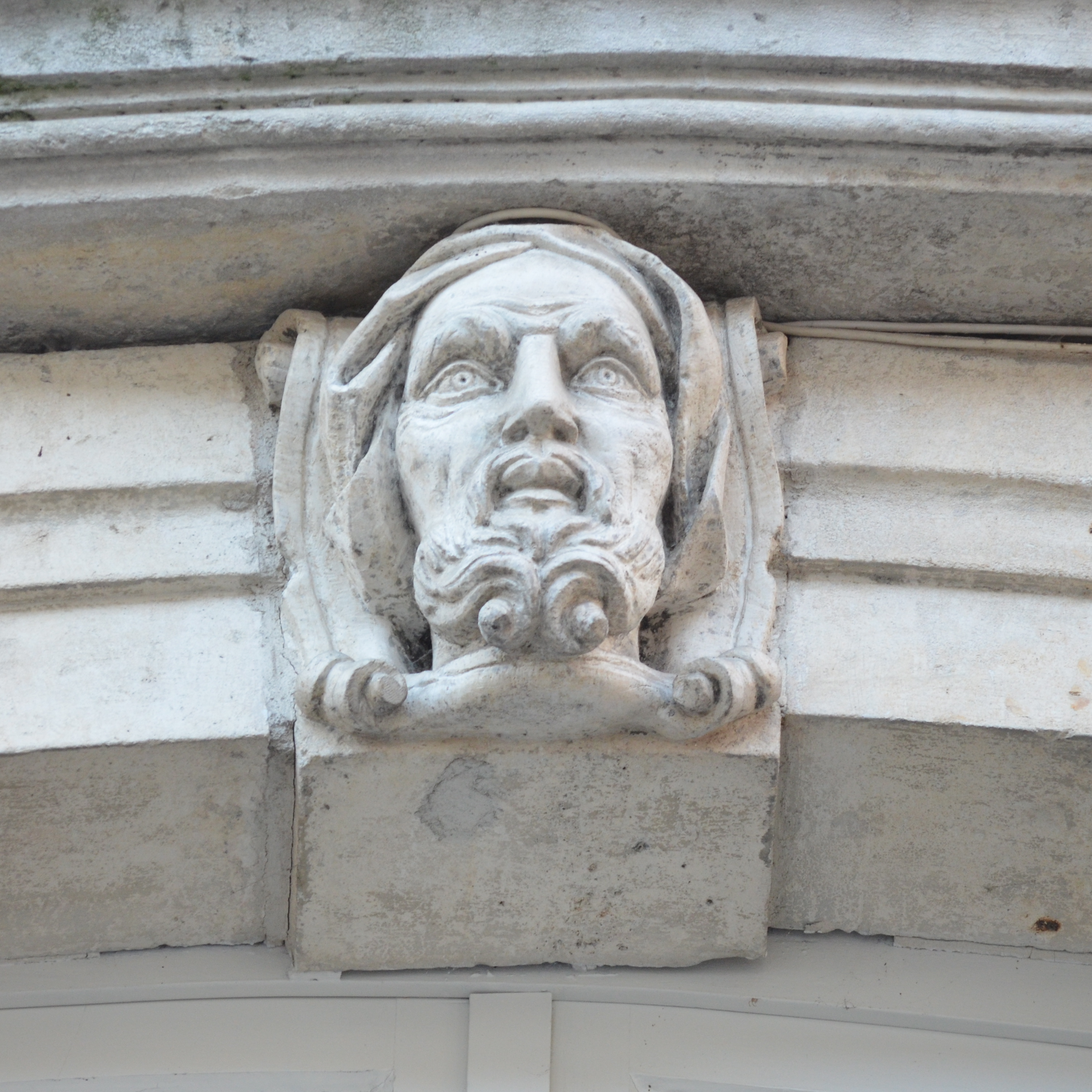
Les quatre saisons.
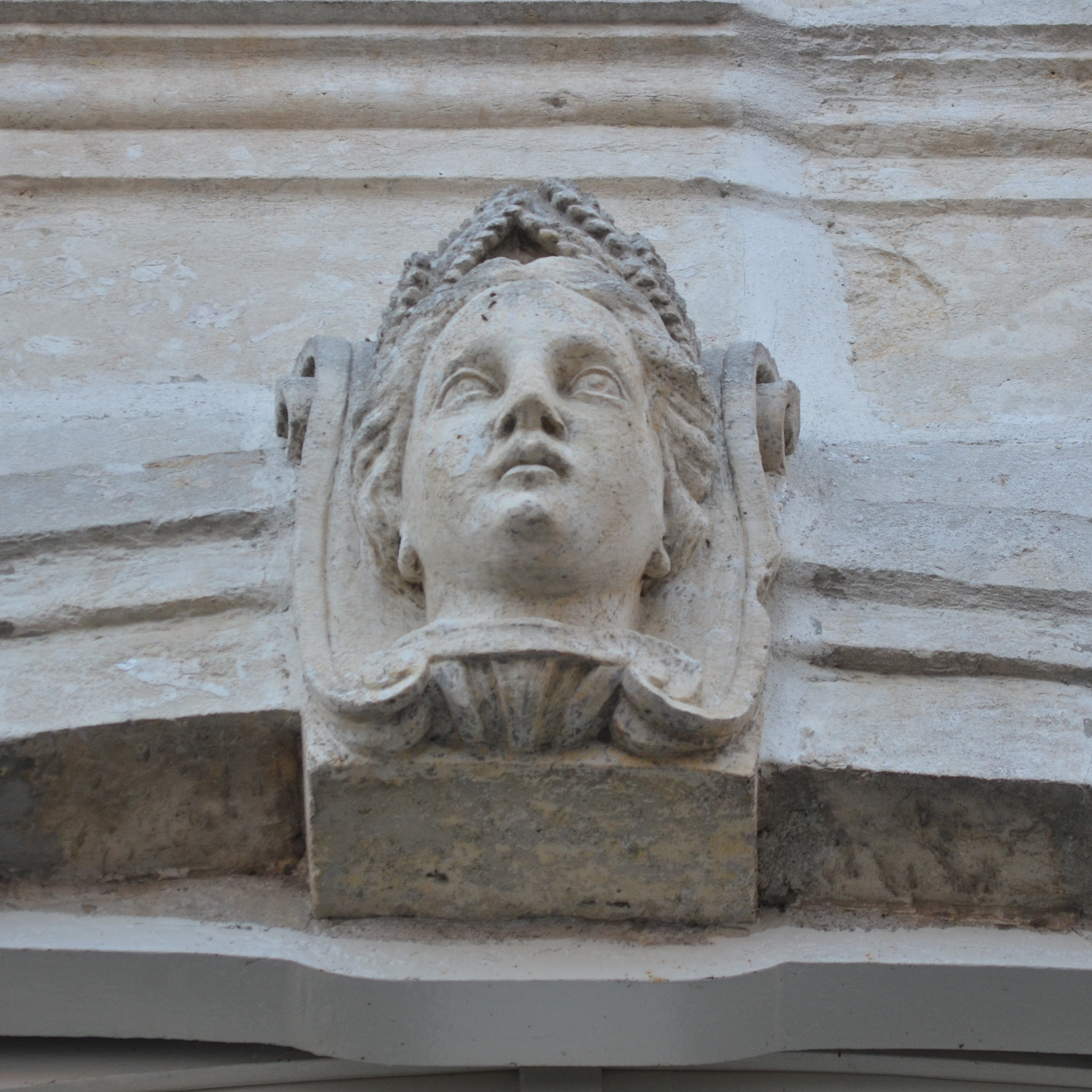
Les quatre saisons.
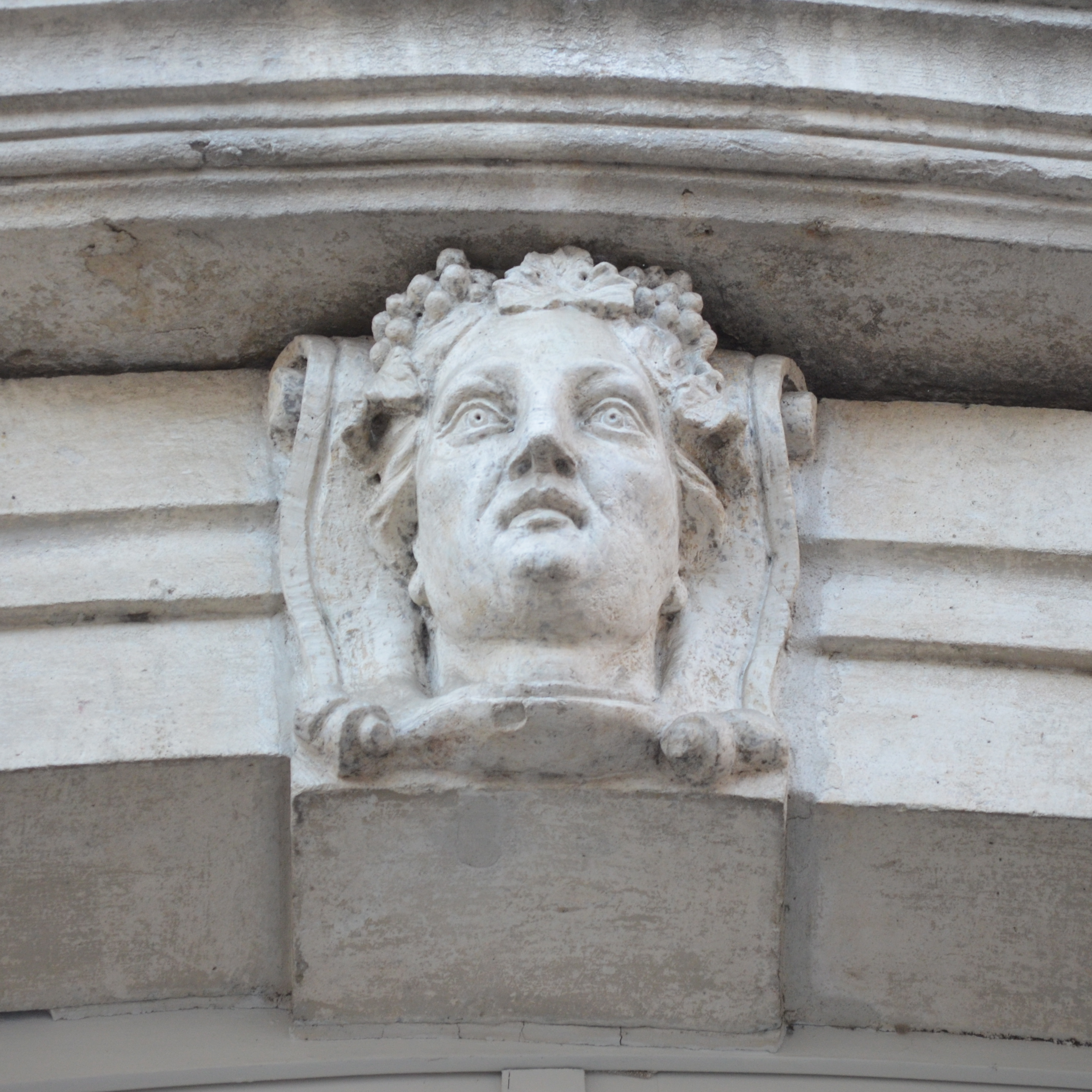
Les quatre saisons.
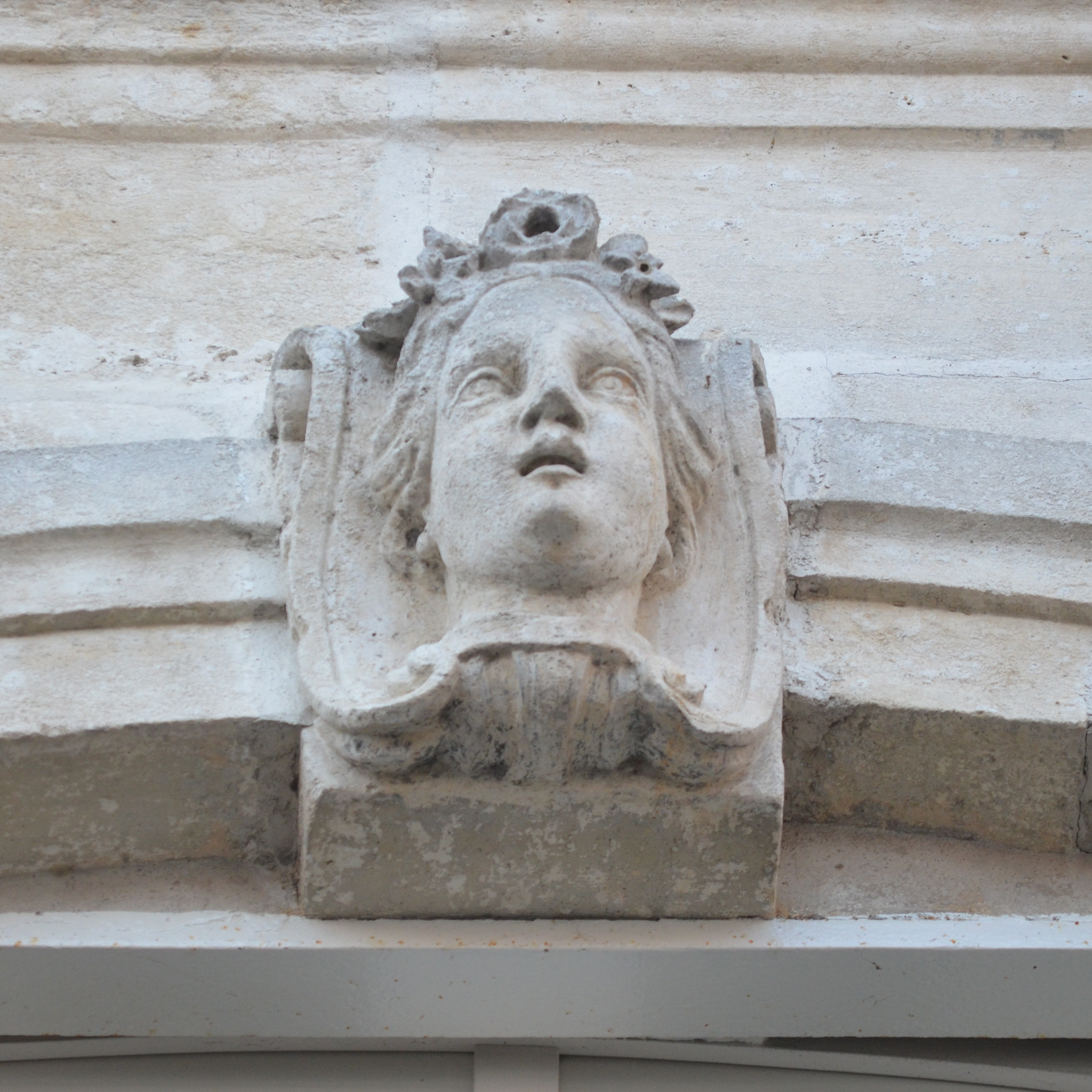
Les quatre saisons.

## Historique
L'édifice, sorti de terre en 1771, pour le marchand cloutier Pierre Proust des Nohiers et sa femme Marie-Catherine Bertoin. Les façades sur rue et sur les cours intérieurs aux style néo-classique sont dû au forgeron local et maître artisan, François Blondel. Durant l'Ancien Régime, l'immeuble ressortissait du fief de Saint-Michel-le-Cloucq. La boutique a été refaite avec un arc en façade au cours de la deuxième moitié du XXe. L'édifice est classé au titre des monuments historiques en 1931.